# Estudios Arroyo y Gallego
Estudios Arroyo y Gallego es un importante edificio, ejemplo de las construcciones modernistas de la Palencia de inicios del siglo XX. El proyecto lo llevó a cabo el arquitecto palentino Jerónimo Arroyo para ubicar el estudio de arquitectura que mantenía con el también arquitecto Mariano Gallego.

## Situación
Calle Mayor, 31, de la ciudad de Palencia. Actualmente es sede del Patronato de Turismo.